# Los Románticos de Zacatecas
Los Románticos de Zacatecas es una banda mexicana de rock que desde hace algunos años dejaron su natal Zacatecas para recorrer México con la intención de dar a conocer su música y seguir creciendo como artistas.

## Historia
Manzanas (guitarra y voz), Güicho (guitarra), Toño (batería) y Gerber (bajo) son los cuatro integrantes que forman parte de esta peculiar banda que menciona entre sus influencias artistas de géneros disimiles: Pancho Barraza, Creedence Clearwater Revival, Ramones, Gipsy Kings, Lorenzo de Monteclaro, etc.
El comienzo no fue fácil pero si muy peculiar. Al llegar a la Ciudad de México contando con solo un EP homónimo siendo este el que dio la proyección para aventurarse en la ciudad tras aparecer en la radio y ser reseñado en varios medios importantes, Los Románticos de Zacatecas buscaron foros para tocar en vivo enfrentándose a diferentes obstáculos que los llevaron a crear sus propios foros, casas, cuartos, salas y patios de casas tal como lo hicieron al principio de la historia de la banda en su natal Zacatecas, lo cual propició que la gente conociera y aprendiera las canciones, lo cual tuvo gran repercusión en la red, esto los llevó a grabar su primer disco Muchacha de la mano de Tito Fuentes (Molotov)
Las fiestas se hacían cada vez más conocidas, llegaron a tener más de mil asistentes lo que desembocó en una invitación al festival Vive Latino, teniendo una gran presentación y un acalorado recibimiento.
Con el disco Muchacha se pudo girar por toda la República y parte de Estados Unidos, las canciones de este disco fueron incluidas en series de televisión, películas y compilados de música a nivel internacional.
Siempre orgullosos de sus raíces, la banda ha utilizado a lo largo de su carrera diferentes elementos de su natal Zacatecas, este tercer material llamado “Ya lo dijo Rufis Taylor” cuenta historias locales con alcances universales, con grandes melodías y canciones con las que el público se identifica de inmediato, el gran éxito de este disco ha traído para la banda una segunda invitación para el Festival Vive Latino, la cual demostró el crecimiento de la banda con una presentación abarrotada, así como la participación en programas especializados de música con presentaciones en vivo a la par de la gira de este material, generando varios sencillos muy bien recibidos en Radio y TV.

## Discografía

### Álbumes de estudio
- 2010: "Muchacha"
- 2012: "Ya lo Dijo Rufis Taylor"
- 2014. "Corazonada"
- 2018: "Parques"

### EP's
- 2008: "Los Románticos de Zacatecas"